# James Ferentz
(en) Statistiques sur pro-football-reference
James Ferentz (né le 5 juin 1989) est un américain, joueur professionnel de football américain, ayant évolué pendant dix saisons au poste de centre au sein de la National Football League (NFL).
En football universitaire, il a joué pour les Hawkeyes de l'université de l'Iowa dans la NCAA Division I FBS (2008-2012).
Il signe en 2014 avec la franchise des Texans de Houston en tant qu'agent libre non drafté avant d'être transféré l'année suivante chez les Broncos de Denver. En 2017, il rejoint les Patriots de la Nouvelle-Angleterre avant de prendre sa retraite de la NFL pendant l'avant saison 2024.
Il a remporté le Super Bowl 50 avec les Broncos et le Super Bowl LIII avec les Patriots.

## Carrière au lycée
Ferentz joue au football à l'Iowa City High School d'Iowa City dans l'état de l'Iowa. Il remporte également la deuxième place au tournoi de lutte du lycée de l'Iowa lors de sa dernière année[réf. nécessaire].

## Carrière universitaire
Ferentz fréquente et joue au football universitaire à l'université de l'Iowa de 2008 à 2012. Il est sélectionné dans la seconde équipe de la Conférence Big Ten durant son année senior en 2012.

## Carrière professionnelle

### Texans de Houston
Ferentz signe pour les Texans de Houston le 16 mai 2014. Bien que libéré le 30 août 2014, il y intègre la practice squad (équipe réserve) le lendemain,. Le 5 septembre 2015, les Texans le libère définitivement.

### Broncos de Denver
Le 6 septembre 2015, les Broncos de Denver engagent Ferentz. Lors de la saison 2015, il dispute 13 matchs. Le 7 février 2016, Ferentz fait partie de l'équipe des Broncos qui remporte le Super Bowl 50 en battant les Panthers de la Caroline 24 à 10. Durant la saison 2016, il dispute six matchs mais le 10 mai 2017, il est libéré par la franchise.

### Patriots de la Nouvelle-Angleterre
Ferentz signe le 18 mai 2017 avec les Patriots de la Nouvelle-Angleterre. Il n'intègre pas le roster final mais signe un contrat d'un an avec la franchise pour intégrer leur équipe d'entraînement le 2 septembre 2017,,.
Il signe un nouveau contrat pour l'équipe d'entraînement le 1er septembre 2018,. Il intègre le noyau de l'équipe le 3 novembre 2018 et remporte son deuxième Super Bowl en battant les Rams de Los Angeles 13 à 3 à l'occasion du Super Bowl LIII.
Le 19 février 2024, Ferentz annonce sa retraite du football américain professionnel.

## Vie privée
James Ferentz est le fils de l'entraîneur principal des Hawkeyes de l'Iowa, Kirk Ferentz.